# 南陵站
南陵站位于中华人民共和国安徽省芜湖市南陵县三里镇牌楼村，是合福客运专线上的一座车站，于2015年6月28日启用营运，由上海铁路局芜湖车务段管辖。

## 車站周邊
- 范祠堂
- 龙头山
- 峨岭完全小学

## 歷史
- 2015年6月28日通车启用。[5][6]

## 外部連結
- 中国铁路客户服务中心（页面存档备份，存于）